# Colt OHWS
Colt OHWS (також відомий як Colt SOCOM) був самозарядним пістолетом створеним компанією Colt для участі у випробуваннях Командування спеціальних операцій США (US SOCOM) в якості Offensive Handgun Weapon System (OHWS - Система наступальної ручної зброї). Зброя-переможець повинна була стати ручною зброєю для підрозділів сил спеціальних операції США. Контракт OHWS отримала компанія Heckler & Koch за свій пістолет MK23 Mod 0, а компанія Кольт згорнула проєкт.
Colt OHWS було створено на рамі пістолета M1911. Зброя мала однорядний 10-зарядний магазин. Пістолет мав можливість використовувати глушник та лазерний цілевказник (LAM).
Пістолет заряджався набоями .45 ACP.
Компанія Кольт розробила зброю OHWS напочатку 1990-х для участі в програмі Командування спеціальних операцій US SOCOM Offensive Handgun Weapon System (OHWS). Colt OHWS було розроблено для стрільби набоями .45 калібру, але віні міг стріляти більшістю набоїв .45 калібру, в тому числі набоєм .45 ACP + P. На той час пістолети Кольта не могли стріляти набоями +P, тому компанія Кольт вирішила замість модифікації попередньої зброї SOCOM пістолета M1911A1, розробити нову версію пістолета. Colt OHWS об'єднав в собі найкращі риси пістолетів Кольта, серед яких були M1911A1, Double Eagle та All American 2000. Кольт використав обертову систему замикання стволу з пістолета All American 2000 - це була одна з найміцніших систем замикання затвора розроблена для ручної зброї; спусковий гачок подвійної дії з важелем безпечного спуску курка та курок від Double Eagle; а від M1911A1 було взято ручний запобіжник та УСМ, який можна було регулювати для зменшення відбою. Конструкція схожа на M1911A1, окрім більшої кількості машинної обробки та затворної рами зробленої з неіржавної сталі. Компанія Кольт додала затворний замок, для вимикання роботи автоматики та зменшення звуку пострілу. Для покращення надійності компанія Кольт вирішила використати однорядний магазин на 10 набоїв замість дворядного. Цікавою особливістю Colt OHWS було кріплення дульних насадок через раму, а не на рухливий ствол, вони зробили це, додавши подовжувач і тумблер. Проблемою було те, що глушник не можна було встановити поки дулове гальмо не розташовувалося в потрібному місці. Компанія Кольт додала планку під захисним кожухом для кріплення тактичного ліхтаря. SOCOM визнали Colt OHWS занадто громіздким, не надто надійним, а використання і встановлення аксесуарів занадто скрупульозним, що призвело до програшу і переможцем SOCOM обрали Heckler&Koch MK23.